# Sligo Way
Lo Sligo Way (in gaelico irlandese: Slí Shligeach) è un sentiero a lunga percorrenza sito principalmente nella contea di Sligo, nella repubblica d'Irlanda. Lungo 80 km inizia a Larrigan, nei pressi del Lough Talt] e termina a Dromahair nella contea di Leitrim. 
Il tempo di percorrenza medio è di 3 giorni.
Fa parte del novero dei National Waymarked Trails riconosciuti dal National Trails Office dell'Irish sport council ed è gestito dallo Sligo County Council, dalla Sligo Integrated Development Company e dalla Sligo Walks Partnership.
Il percorso parte dalle sponde del Lough Talt per poi attraversare i Monti Ox. Dopo avere costeggiato l'Easky Lough raggiunge prima Coolaney e successivamente Collooney. Successivamente attraversa lo Union Wood, costeggia il Ballygawley Lough e il Lough Gill per poi terminare a Dromahair.
Nel 2021 sono stati eseguiti alcuni lavori di miglioramento del fondo del sentiero presso Union Wood e Slish Wood congiuntamente con l'installazione di panchine presso il Lough Lumann.